# Onthophagus smeenki
Onthophagus smeenki es una especie de insecto del género Onthophagus, familia Scarabaeidae, orden Coleoptera.
Fue descrita científicamente por Cambefort en 1980.